# Церква Святого Олександра Невського (Жмеринка)
Собор святого благовірного князя Олександра Невського — православний храм міста Жмеринки Вінницької області.
Будівлю почали будувати в 1999 році за підтримки громадського діяча міста Олександра Шпака. Будівництво тривало кілька років. У 2003 році церква була освячена предстоятелем Української православної церкви, Митрополитом Київським і всієї України Блаженнішим Володимиром.
Собор побудований із цегли, прикрашений центральним позолоченим куполом і декількома бічними. Головний вхід у собор прикрашає композиція «Св. Олександр Невський» виконана у давній техніці мозаїки із застосуванням сучасних технологій.
Собор святого Олександра Невського - центр духовного життя міста та одна з головних його памʼяток. В соборі проходять постійні богослужіння, розташована недільна школа і найбільша в районі церковна бібліотека.

## Історія

### Храм Олександра Невського (1910-1949)
1910 року при протоєреї Андрії Усаневичу закладено храм для залізничників поблизу вокзалу. Храм будувався на пожертвувані кошти, церковні гроші -8 тисяч рублів. Субсидії від Управління Південно-Західної залізниці в розмірі 15 тисяч рублів витребувано Начальником Південно-Західних доріг Вадимом Петровичем Шмитом. План спочатку складений в управлінні залізниці інженером Журавським, перероблений інженером М. Н. Дементьевим, начальником дільниці шляху. Закінчували храм за проектом інженера Рикова, за планом якого побудований пам'ятник святій Ользі й Андрію Первозванному в Києві. Верхня частина купола зроблена за планом Рикова. Будівельником був десятник Володимир Рафаель, чех, російський підданий, головою будівельного комітету-лікар, завідувач залізничної лікарні Микола Георгійович Кіріца. Поряд з церквою, біля самої стіни храму зі схід- ної сторони, де починалась дзвіниця, знаходились дві могили Андрія Усаневича, першого настоятеля храму, i дружини його Марії Усаневич, які померли 1911 року, 3 листопада протоерей і 24 грудня - дружина.
З «Подільських Єпархіальних відомостей» #43 за 23 жовтня 1893 року відомо, що 10 серпня 1886 року була освячена каплиця Олександра Невського, побудована на Жмеринській залізнично-дорожній станції 2 квітня 1879 року. 1890 року каплиця перебудована на церкву, але розміри їїне збільшені. В 1893 році зроблено розширення і обновлення храму. Церква стала досить просторою і мала красивий вигляд як всередині, так і ззовні.
Вона була урочисто освячена Дмитрієм, єпископом Подольським і Брацлавським, 17 вересня 1893 року.
У 1949 році у м. Жмеринка було зруйновано останню православну церкву Олександра Невського. На місці, де стояла церква, було побудовано дистанцію сигналізації і зв’язку Жмеринського відділку Південного-Західної залізниці.

### Собор святого благовірного князя Олександра Невського на Площі Миру
Так як на місці, де стояла церква, було побудовано дистанцію сигналізації і зв’язку Жмеринського відділку Південного-Західної залізниці, місцем спорудження нового Храму стала центральна площа міста - площа Миру, розташована поряд.
У день Пресвятої Трійці 2000 року було освячено і закладено перший камінь на місці спорудження Храму. Ініціатором спорудження святині став народний депутат третього скликання, колишній Жмеринський міський голова Олександр Григорович Шпак.
28 вересня 2003 року в місті Жмеринці було освячено новозведений Храм Святого Олександра Невського предстоятелем Української Православної Церкви Блаженнійшим Митрополитом Володимиром. Блаженнійший привіз у подарунок місту й храму ікону Почаївської Богоматері. Голова Вінницького земляцтва у місті Києві Віталій Безносюк презентував дуже давню ікону Спасителя. У храмі відбулося нагородження тих, хто доклав до будівництва дому Божого найбільше зусиль. Олександр Григорович Шпак, чиїми коштами й із ініціативи якого споруджувався храм, був нагороджений орденом святого рівноапостольного князя Володимира ІІ ступеня, його дружина Наталя - орденом великомучениці Варвари, а син Максим - орденом Нестора-літописця. Нагороди з рук його високопреосвященства отримали також будівельники й благодійники храму святого Олександра Невського.